# Повстання Ліги камікадзе
Повстання Ліги камікадзе (яп. 神風連の乱, しんぷうれんのらん, сімпу-рен но ран; 24—25 жовтня 1876) — антиурядове повстання нетитулованої шляхти в Японії, що відбулося 1876 року на заході острова Кюсю в Кумамото, під проводом Отаґуро Томоо. Закінчилося перемогою урядових сил.

## Короткі відомості
Ліга камікадзе була заснована 1872 року нетитуловоаною шляхтою Кумамото, послідовниками монархістського і ксенофобського руху. Початково організація називалася Партія шанувальників божеств. Її члени були невдоволені вестернізацією Японії і планували антиурядовий заколот, з метою «повернутися до старовини». 
Після видання в березні 1876 року указу про заборону носіння мечів, 24 жовтня, згідно з «божественною волею», Ліга камікадзе вирішала підняти повстання проти центральної влади. На світанку цього дня 174 шляхтича під проводом Отаґуро Томоо та Каї Харукати атакували штаб Кумамотського гарнізону, а також оселі голів префектури Кумамото та префектурної ради. Під час нападу повстанцям вдалося зарубати командира гарнізону, генерала Танеду Масаакі та голову префектури Ясуоку Йосісуке. Однак регулярні частини гарнізону в складі 13-го піхотного полку і 6-го артилерійського батальйону контратакували нападників і вбили їхніх ватажків. 86 повстанців відступили з поля бою і вчинили ритуальне самогубство на горі Кімбо. Решту арештувала і стратила місцева поліція. 25 жовтня повстання було придушене.